# Albert S. Pratt
Albert Stanley Pratt (* um oder nach 1900) war ein US-amerikanischer Toningenieur und Filmtechniker, der 1963 mit einem sogenannten Technik-Oscar ausgezeichnet wurde.

## Berufliches
Pratt war im Jahr 1963, ebenso wie seine Kollegen James L. Wassell und Hans Christoph Wohlrab bei Bell & Howell angestellt, einer Firma für Film-Equipment. Gemeinsam mit diesen wurde er mit einem Scientific & Engineering Award (Class II), einem Oscar für Wissenschaft und Entwicklung, für „den Entwurf und die Entwicklung eines neuen und verbesserten automatischen Film Additiv-Farbdruckers für Kinofilme“ („for the design and development of a new and improved automatic motion picture additive color printer“) ausgezeichnet.
Mit der Auszeichnung würdigt die Academy of Motion Picture Arts and Sciences herausragende Leistungen auf dem Gebiet der Weiterentwicklung innerhalb der Filmindustrie. Bei dem Preis handelt es sich um eine sogenannte Class II-Auszeichnung, da der jeweilige Preisträger keine Oscar-Statuette (Class I), sondern eine Oscar-Plakette erhält.
Genaueres über Pratts Werdegang, und wie sich sein Berufsweg vor und nach der Auszeichnung gestaltete, ist nicht bekannt.